# Malmö Redhawks Holding
Malmö Redhawks Holding AB är en fristående del av organisationen Malmö Redhawks och en minoritetsägare i moderbolaget Malmö Redhawks Ishockey AB. Företaget bildades under Babyhawks-eran då laget var tvunget att släppa alla sina ordinarie spelare på grund av brist på kapital, för att inte tvingas likvidera hockeyverksamheten helt och fullt. Vid denna tidpunkt skulle holdingbolaget äga över 90 procent av kapitaltillgångarna i moderbolaget, för 49,97 procent av rösträtterna i moderbolaget.
Holdingbolaget, tillsammans med varumärket Malmö Redhawks, skapade nyheter när laget, som då låg i Hockeyallsvenskan, förvärvade betydande kapital från den privata investeraren Hugo Stenbeck i ett försök att försöka nå högsta divisionen. Det försöket misslyckades och laget fick genomgå en rekonstruktion på grund av en tvist mellan styrelsen och investeraren. Holdingbolaget har därefter följt laget in i högsta divisionen och hanterar en ansenlig andel av kapitalet tillhörande hockeyverksamheten.
Percy Nilsson, som också var en av de främsta investerarna och drivkrafterna i att bygga lagets nuvarande arena, Malmö Arena, har varit delägare i holdingbolaget sedan dess bildande. Även Hugo Stenbeck har varit involverad i holdingbolaget sedan hans tillträde, fast i mindre utsträckning än tidigare.
I samband med att Hugo Stenbeck sålt av stora delar av sitt aktieinnehav meddelades i januari 2018 att två av de nya aktieägarna är affärsmannen Greg Dingizian samt byggnadsfirman Otto Magnusson AB.